# 231649 Korotkiy
231649 Korotkiy este un asteroid din centura principală de asteroizi.

## Descriere
231649 Korotkiy este un asteroid din centura principală de asteroizi. A fost descoperit pe 17 noiembrie 2009 la Tzec Maun de A. Novichonok și D. Chestnov. Asteroidul prezintă o orbită caracterizată de o semiaxă mare de 2,64 ua, o excentricitate de 0,02 și o înclinație de 9,5° în raport cu ecliptica.